# Guyencourt
Guyencourt es una comuna francesa situada en el departamento de Aisne, de la región de Alta Francia.

## Geografía
Está ubicada a 28 km al sureste de Laon y a 18 km al noroeste de Reims.

## Demografía
| 141 | 113 | 114 | 135 | 191 | 224 | 232 | 238 |
| Para los censos de 1962 a 1999 la población legal corresponde a la población sin duplicidades (Fuente: INSEE [Consultar]) |     |     |     |     |     |     |     |